# Entnetzung

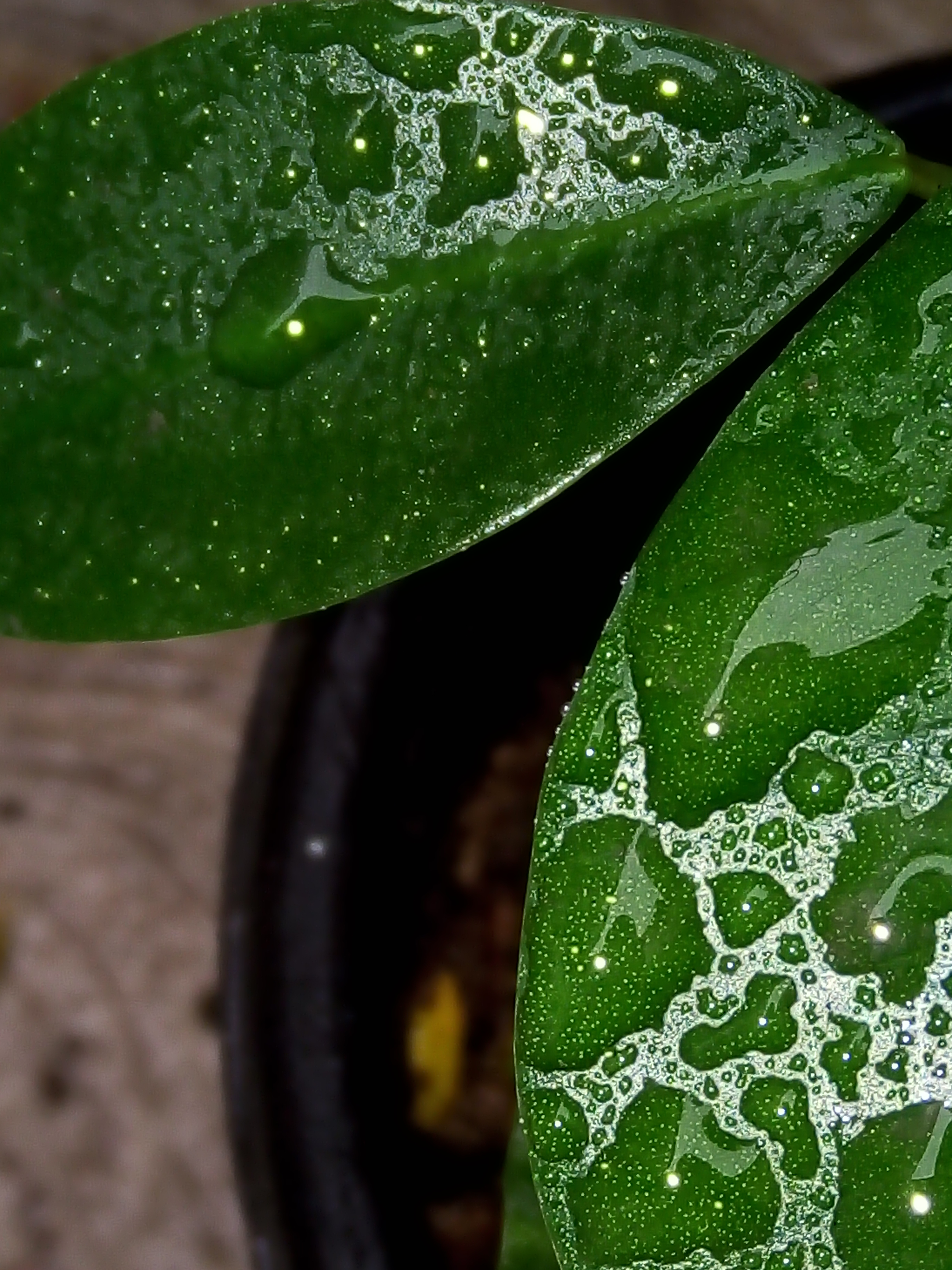
Wasser entnetzt häufig auf biologischen Oberflächen wie Blättern.

Entnetzung (englisch: dewetting) umfasst die Verkleinerung der Kontaktfläche zwischen einer im wissenschaftlichen Kontext auch als Substrat bezeichneten festen oder einer flüssigen Oberfläche und einem zweiten Material, das sich als kondensierte Phase in Kontakt mit der Oberfläche befindet. Beispielsweise entnetzen Flüssigkeiten, wenn diese auf festen Oberflächen mit geringer Benetzbarkeit aufgebracht werden, und bilden schließlich Tropfen. Ebenso können dünne feste Filme unterhalb des Schmelzpunktes des Film-Materials entnetzen (englisch: solid-state dewetting).
Der der Entnetzung entgegengesetzte Prozess ist Benetzung.

## Physikalische Grundlagen

### Thermodynamische Aspekte
Der durch Benetzungs- und Entnetzungsprozesse erreichbare Gleichgewichtszustand eines sich auf einer idealen Oberfläche befindlichen kondensierten Materials wird durch den Gleichgewichts-Kontaktwinkel beschrieben. Dieser wird wiederum durch die Youngsche Gleichung mit den Oberflächenenergien der idealen Oberfläche und des mit dieser in Kontakt stehenden kondensierten Materials sowie der Grenzflächenenergie zwischen idealer Oberfläche und dem mit dieser in Kontakt stehenden kondensierten Material in Relation gesetzt. Mittels verschiedener Methoden, wie Rotationsbeschichtung (englisch: spin coating) oder Tauchbeschichtung (englisch: dip coating), lassen sich kontinuierliche dünne flüssige Filme auf Substraten herstellen. Die so erhaltenen Filme sind thermodynamisch stabil, wenn die Flüssigkeit auf dem Substrat spreitet, der Kontaktwinkel der filmbildenden Flüssigkeit auf dem Substrat also gleich null ist. Ist der Kontaktwinkel größer null, ist der Film thermodynamisch nicht im Gleichgewicht. In der Folge findet Entnetzung statt, die den Film sukzessive in dem Gleichgewicht näher liegende Zustände überführt.

### Zusammenhang mit Verdunstung
Verdunstung tritt auf, wenn eine in Kontakt mit einer Flüssigkeit stehende Gasphase nicht mit dem Stoff, aus dem die Flüssigkeit besteht, gesättigt ist. Dies bedeutet, dass der Stoff, aus dem die Flüssigkeit besteht, in der Gasphase nicht seinen Sättigungsdampfdruck erreicht. Entnetzung ist mit Verdunstung gekoppelt, wenn die verdunstende Flüssigkeit in Kontakt mit einem Substrat steht und sich während des Verdunstens die Kontaktfläche zwischen der verdunstenden Flüssigkeit und dem Substrat verkleinert. In einem idealtypischen Szenario für die Kopplung von Verdunstung und Entnetzung bleibt während des Verdunstens eines auf einer Oberfläche befindlichen Flüssigkeitstropfens dessen Kontaktwinkel konstant (englisch: constant contact angle mode).

### Entnetzungsmechanismen
Typischerweise brechen flüssige Filme auf, indem in diesen durch thermische oder heterogene Nukleation zylindrische Löcher entstehen. Diese wachsen, bis diese nur noch durch Flüssigkeitsfäden voneinander getrennt sind und so eine zelluläre Struktur bilden. Aufgrund der Plateau-Rayleigh-Instabilität  zerfallen die Flüssigkeitsfäden schließlich in Tropfenketten.
Im Falle dünner Filme auf festen Substraten kann Entnetzung nach einem Mechanismus analog zu spinodaler Entmischung durch das spontane Wachstum gleichmäßig verteilter Dicken-Variationen erfolgen.

### Hydrodynamische Aspekte
Benetzungs- und Entnetzungsprozesse werden häufig durch makroskopische hydrodynamische Prozesse überlagert oder treten mit diesen gekoppelt auf. Dies ist der Fall, wenn die Dicke eines flüssigen Films auf einer Oberfläche größer ist als die Distanz, über die van der Waals-Wechselwirkungen dominieren. In derartigen Szenarien entnetzen anscheinend selbst Flüssigkeiten, die auf der mit diesen in Kontakt stehenden Oberfläche aus thermodynamischer Sicht spreiten sollten, also einen Kontaktwinkel von null aufweisen. Tatsächlich bleiben die auf den ersten Blick entnetzten Bereiche auf der Oberfläche jedoch durch Schichten der Flüssigkeit mit Dicken im Nanometerbereich bedeckt.

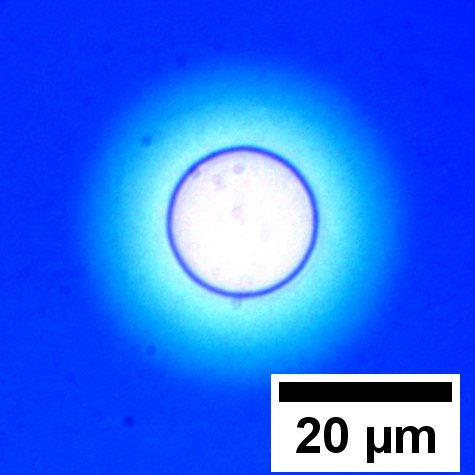
Rundes Loch in einem etwa 100 nm dicken Polystyrol-Film. Die Farbe kodiert die Filmdicke.
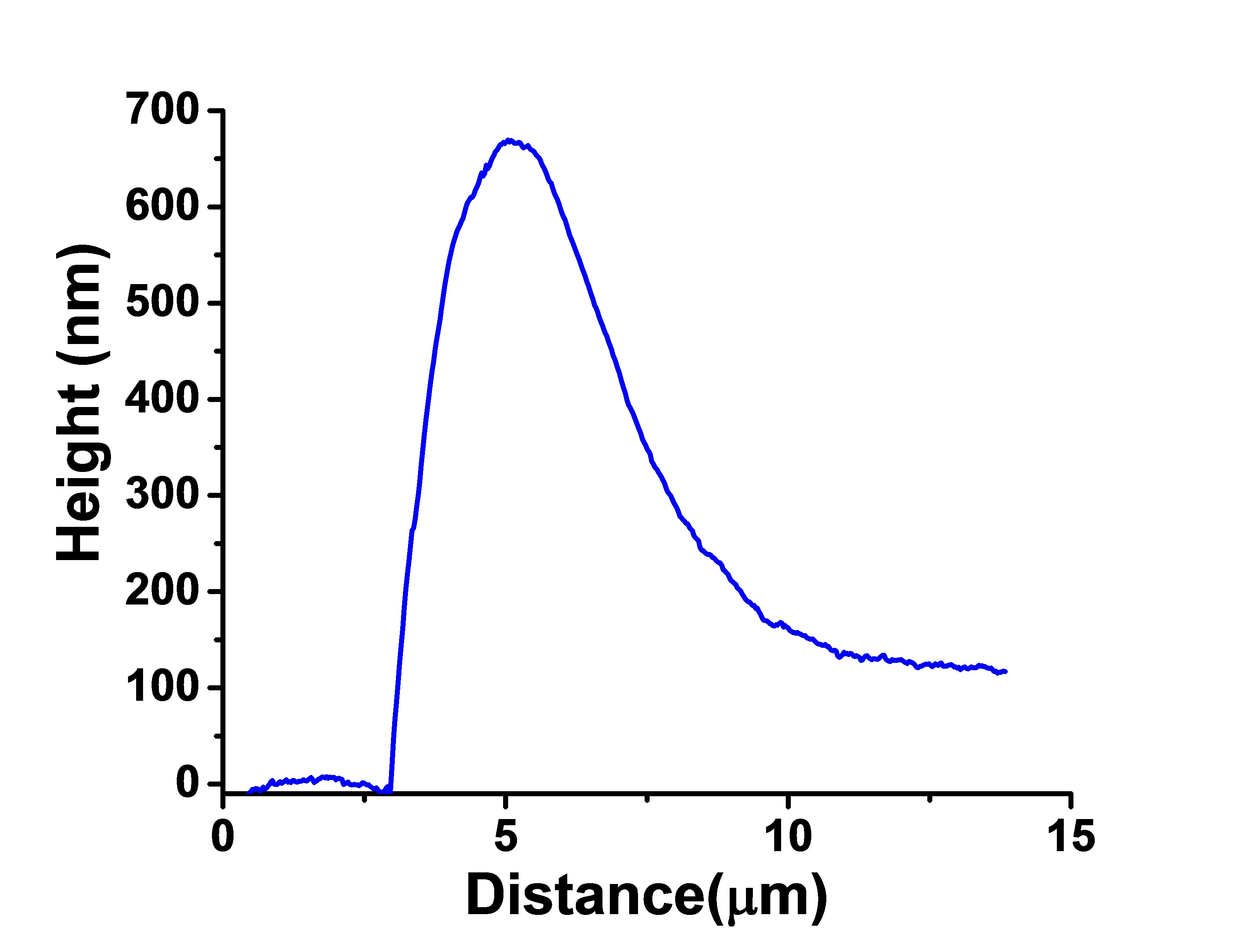
Rasterkraftmikroskopisches Höhenprofil eines durch Entnetzung gebildeten Lochrandes. Das durch Entnetzung aus dem Loch entfernte Material akkumuliert am Lochrand (ursprüngliche Filmdicke: 100 nm).
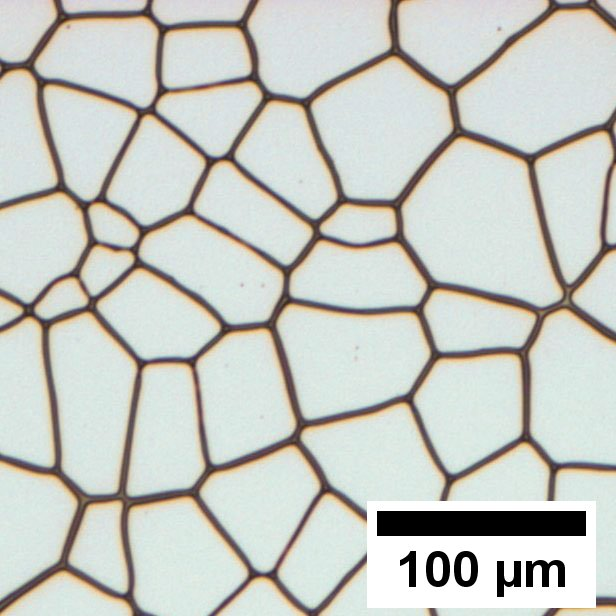
Durch Koaleszenz von Entnetzungs-Löchern gebildete Polygone mit einer Struktur, die Voronoi-Diagrammen ähnelt.
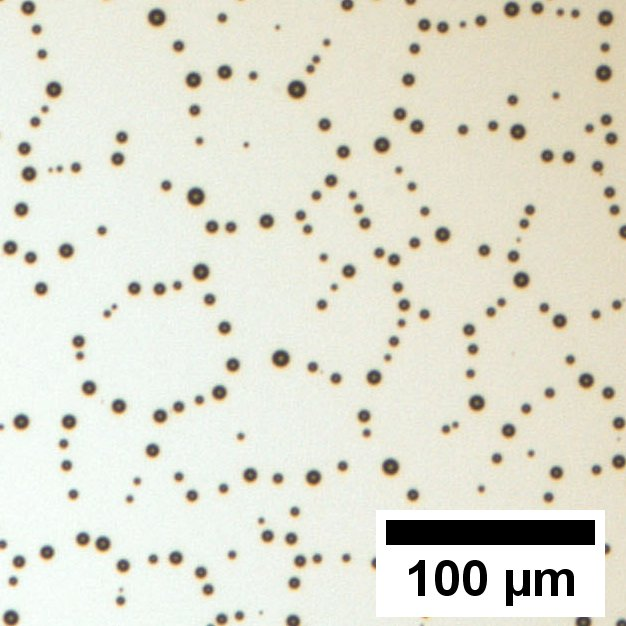
Im weiteren Verlauf zerfallen die Polygone aufgrund der Plateau-Rayleigh-Instabilität in Tropfenketten.
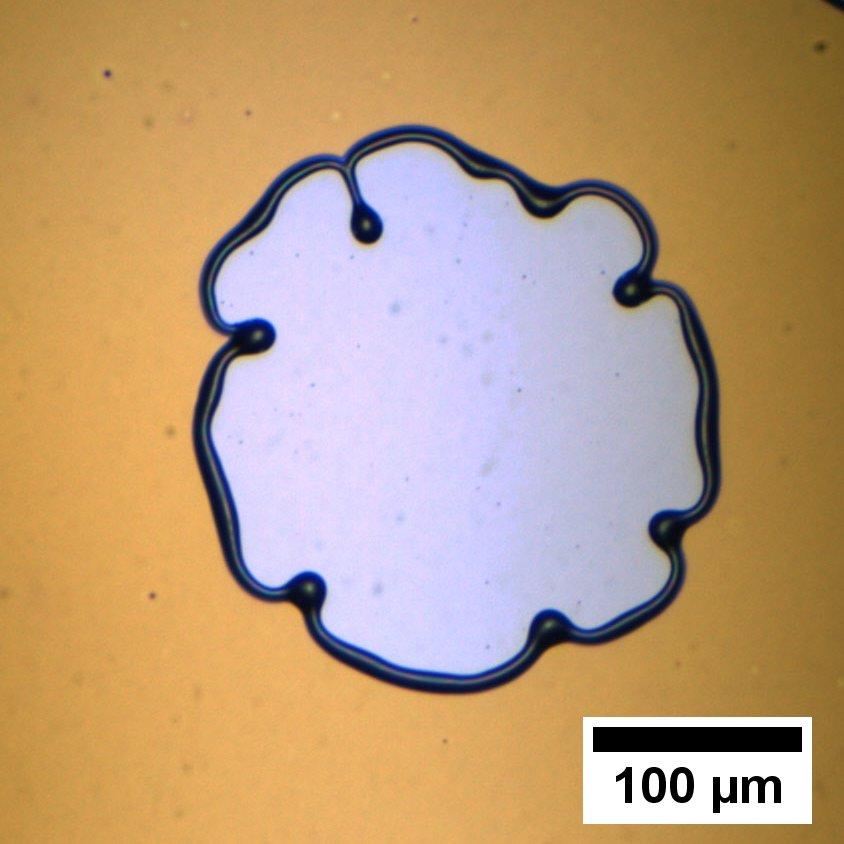
Instabilitäten des Tropfenrandes im Falle eines entnetzenden Polystyrolfilmes mit einer ursprünglichen Dicke von 200 nm.

## Oberflächenstrukturierung durch Entnetzung
Entnetzungsprozesse können zur gezielten Strukturierung von Oberflächen eingesetzt werden. Die chemische Strukturierung von festen Oberflächen mittels Mikrokontaktdruck ermöglicht es beispielsweise, die Entnetzung von Polystyrol-Filmen so zu steuern, dass sich Polystyroltropfen nur in bestimmten Oberflächenbereichen bilden. Auf ähnliche Art lassen sich Polystyrol-Streifen sowie komplexe Polystyrol-Muster auf chemisch strukturierten Oberflächen erzeugen. Scheidet man Wasser auf Oberflächen mit wasserabweisenden hydrophoben sowie hydrophilen („wasserliebenden“) Bereichen ab, entnetzten die hydrophoben Bereiche, während die hydrophilen Bereiche mit Wassertropfen bedeckt sind. Auf diese Weise zugängliche Felder von Wassertropfen können beispielsweise für die Hochdurchsatz-Durchmusterung von Stammzellen eingesetzt werden. Bilden Lösungen oder kolloidale Suspensionen Menisken in räumlich begrenzenden Geometrien aus, etwa zwischen einer flachen Oberfläche und einer Kugel oder einem Keil, kann Entnetzung kombiniert mit Verdunstung zur Abscheidung von konzentrischen Kreisen oder Streifenmustern aus den gelösten Stoffen oder suspendierten Kolloiden führen. Der Grund hierfür ist, dass die äußeren Kontaktlinien der Menisken wiederholt temporär fixiert sind und dann ruckartig zurückweichen. Der sogenannte Kaffeering-Effekt führt zur Ablagerung nichtflüchtiger Komponenten an den temporär immobilisierten Kontaktlinien.